# Предраг Дробњак
Предраг Дробњак (Бијело Поље, 27. октобар 1975) је бивши југословенски и црногорски кошаркаш. Играо је на позицијама крилног центра и центра.

## Каријера
Кошарком је почео да се бави веома рано, али је професионалну каријеру започео 1992. године. У Партизан је стигао пред сезону 1992/93. и наступао је за њега до краја сезоне 1997/98. Са Партизаном је освојио три национална шампионата: (1995, 1996. и 1997) и два купа Југославије, а 1998. је са Партизаном играо на фајнал-фору Евролиге. Такође је у том периоду два пута (1996, 1997) био учесник ФИБА Еуростарса, европског ол-стар меча. Године 1997. је драфтован у другој рунди као 49. пик од Вашингтон булетса.
Године 1998. је прешао у истанбулски Ефес Пилсен, у ком је остао до 2001. године. У својој последњој сезони у Турској са својим клубом је освојио национални куп. Дана 27. јуна 2001. Вашингтон визардси су уступили Сијетл суперсониксима право на Дробњака у замену за Бобија Симонса. У својој првој сезони у НБА, Дробњак је задобио повреду зглоба због које је паузирао неколико утакмица. У 69 утакмица је бележио просечно 6,8 поена по утакмици. Солидне игре у току прве сезоне обезбедиле су му већу минутажу наредне сезоне. У другој сезони одиграо је 82 утакмице и бележио просечно по 9,4 поена. Дана 4. априла 2003. је поставио свој рекорд у НБА лиги од 26 поена против Лос Анђелес клиперса.
У сезони 2003/04. је прешао у Лос Анђелес клиперсе у којима се задржао једну сезону, а у 61 утакмици је постизао просечно 6,3 поена. Дробњак је 2004. у размени са Шарлот бобкетсима замењен за право на другог пика на драфту 2004, а касније је у размени Бобкетса и Атланта хокса замењен за право на пика у другој рунди драфта 2005. У сезони 2004/05. у дресу Хокса је одиграо 71 утакмицу и постизао по 7,9 поена по мечу. Након ове сезоне се вратио у Европу и јулу 2005. потписао трогодишњи уговор за шпанску Таукерамику. У тиму из Виторије је одиграо 36 утакмица (просечно 13 минута) и бележио 5,3 поена и 2,5 скокова. Те сезоне Таукерамика је освојила Куп Шпаније, а врхунац сезоне био је наступ на фајнал-фору Евролиге, на којем је Таукерамика освојила треће место.
Након једне сезоне у Таукерамици вратио се у Партизан. Са Партизаном је у сезони 2006/07. освојио национално првенство и Јадранску лигу и пласирао се у другу фазу Евролиге. Дробњак је на крају сезоне прешао у шпанску Ђирону. За овај тим је бележио просечно 5,3 поена и 2, 2 скока. Ипак, руководство Ђироне није било задовољно његовим играма, па је уговор раскинут у децембру 2007. Истог месец је потписао за Бешикташ са којим је провео остатак те сезоне. За сезону 2008/09. поново је постао члан Ефеса и са њима је освојио још један Куп Турске. Сезону 2009/10. је провео као играч грчког ПАОК-а. Током 2011. кратко је био члан Ираклиса да би завршио каријеру у фебруару 2011. године.

### Игре за репрезентацију
Био је члан сениорске репрезентације СР Југославије од 1998. године. Свој први велики турнир у дресу националне репрезентације играо је у Атини 1998. године на Светском првенству где је освојена златна медаља. На наредном Светском првенству у Индијанаполису 2002. године поново је освојио златну медаљу, а злато има и са Европског првенства 2001. у Турској. Такође је био члан националног тима и на Европском првенству 2003. у Шведској и на два Олимпијска турнира 2000. у Сиднеју и 2004. у Атини.
Након раздруживања Србије и Црне Горе, Дробњак је играо за репрезентацију Црне Горе.

## Успеси

### Клупски
- Партизан :
  - Првенство СР Југославије (3) : 1994/95, 1995/96, 1996/97.
  - Куп СР Југославије (2) : 1994, 1995.
  - Првенство Србије (1) : 2006/07.
  - Јадранска лига (1) : 2006/07.
- Ефес Пилсен :
  - Куп Турске (2) : 2001, 2009.
  - Суперкуп Турске (2) : 1998, 2000.
- Таукерамика :
  - Куп Шпаније (1) : 2006.
  - Суперкуп Шпаније (1) : 2005.

### Репрезентативни
- Европско првенство до 22 године:  1996.
- Светско првенство:  1998.
- Европско првенство:  2001.
- Светско првенство:  2002.